# Вэлиант (танк)
Пехотный танк «Вэлиант» (англ. Tank Infantry «Valiant», от англ. valiant — «доблестный»), A38 — британский экспериментальный средний танк. Танк был попыткой дальнейшего развития «Валентайна». Новый танк отличался от предшественника значительно более мощным бронированием (до 112 мм) с более рациональными углами наклона брони — так называемый «щучий нос» считающийся разработкой советских оружейников был применен на этом танке гораздо ранее. А также вооружением, состоявшим из 57-мм пушки QF 6 pounder или 75-мм пушки QF 75 mm в трёхместной башне. Всего к 1944 году было построено два прототипа, различавшихся двигательной установкой и ходовой частью. В 1944 году все работы по этому проекту были прекращены, в связи с близившимся окончанием войны и успешным ходом работ по более современному танку «Центурион».